# Alberto Zorrilla
Victoriano Alberto Zorrilla (6. dubna 1906 Buenos Aires – 23. dubna 1986 Miami) byl argentinský plavec.
Pocházel ze zámožné rančerské rodiny, začínal s plaváním v Club de Gimnasia y Esgrima Buenos Aires, kromě toho se věnoval také atletice, veslování, boxu, aviatice a tanečnímu sportu. Startoval na Letních olympijských hrách 1924, kde byl semifinalistou závodu na 100 m volným způsobem. V závodě na 400 m a ve štafetě skončil v rozplavbách. Stal se mistrem Jižní Ameriky a od roku 1926 žil v USA, kde závodil za New York Athletic Club. Na Letních olympijských hrách 1928 se stal na trati 400 m volný způsob prvním plaveckým olympijským vítězem z Jižní Ameriky, na 1500 m skončil pátý a na 100 m sedmý. Byl vlajkonošem Argentiny na Letních olympijských hrách 1932, kde ale kvůli nemoci nezávodil.
V roce 1954 získal americké občanství. V roce 1976 byl uveden do Mezinárodní plavecké síně slávy.